# Harlequins FC
El Harlequins FC es un equipo profesional inglés de rugby, situado en plena ciudad de Londres, y que compite en la máxima competición nacional de liga, la Premiership Rugby, y en la de copa, la Anglo-Welsh Cup.
La fundación del club se remonta al año 1866, con el nombre de Hampstead Football Club. Se adoptó el nombre de Harlequin cuatro años después sin el acuerdo de todos los socios. Aquellos que no estaban de acuerdo abandonaron el club y fundaron uno nuevo, el hoy conocido como London Wasps.
Durante el siglo XIX el club peregrinó por decenas de estadios, sin establecerse en ninguno. En el año 1906 los Harlequins fueron invitados a usar como locales el Estadio de Twickenham, donde se quedaron durante décadas. En 1963 adquirieron unos terrenos cercanos al estadio para construir allí sus campos de entrenamiento, y finalmente en esos terrenos se construyó el actual estadio del club, el Twickenham Stoop. Hoy este estadio tiene capacidad para 14 816 espectadores.
Con la creación en Inglaterra de los campeonatos de copa en 1972 y de liga en 1987, llegó la ocasión de demostrar si el club estaba entre los grandes. En la copa los Harlequins han alcanzado en 5 ocasiones la final, venciendo en los años 1988 y 1991, y perdiendo en 1992, 1993 y 2001. Por su parte, en la liga los Harlequins solo han descendido una vez, en la temporada 2004/05, ascendiendo inmediatamente el siguiente año. La mejor temporada del club en la liga fue la 2008/09, acabando la temporada regular 2º en la clasificación, aunque luego cayó en su semifinal frente a London Irish.
Las mejores actuaciones los Harlequins en la Heineken Cup sucedieron en las temporadas 1996/97, 1997/98 y 2008/09, llegando a la fase de cuartos de final. Pero lo más destacable que ha hecho el club en Europa ha sucedido en la European Challenge Cup, la segunda competición europea, y que ha ganado en 3 ocasiones, en las temporadas 2000/01 y 2003/04, 2010/11 ante Narbonne y Clermont y Stade Français respectivamente, siendo el equipo con más Challenge conseguidas.
Desde el verano de 2005 los Harlequins están asociados con el equipo de rugby league London Broncos para compartir el estadio y el merchandising. Fruto de ese acuerdo el equipo los Broncos cambió su nombre a Harlequins Rugby LeagueNo hay que pensar que estos dos clubs se fusionaron, pues de hecho cada uno de ellos tiene un propietario distinto.
El club cuenta en sus filas con jugadores como Benjamín Urdapilleta, Ugo Monye, Ollie Smith, Nick Evans, Nick Easter, Mike Brown, Danny Care y Chris Robshaw entre otros, y en el pasado han militado en el club figuras como Andrew Mehrtens, Will Greenwood, Will Carling, Thierry Lacroix, Zinzan Brooke o Jason Leonard.

## Títulos

### Torneos internacionales
- European Challenge Cup (3): 2000-01, 2003-04, 2010-11
- Subcampeón European Challenge Cup : 2015-16

### Torneos nacionales
- Premiership Rugby (2): 2011–12, 2020–21
- RFU Championship (1): 2005-06
- Anglo-Welsh Cup (3): 1987-88, 1990-91, 2012-13
- EDF Energy Trophy (1): 2005-06